# Кнейб, Виктор Иванович
Ви́ктор Ива́нович Кнейб (род. 19 апреля 1980 года, Братск) — российский саночник, член олимпийской сборной команды России в 1998—2010 годах. Мастер спорта международного класса (1998).

## Спортивная карьера
Первый тренер — Елена Карабанова. Тренеры — Валерий Силаков и Александр Васин. В сборной России с 1997 года. Специализация — одноместные сани. Выступает за Дмитров (Московская область), Краснодарский край и Спортклуб Вооружённых сил России. 9 апреля 2015 года принял решение о завершении спортивной карьеры и переходе с 18 мая 2015 года на работу в тренерский штаб сборной России по санному спорту. При этом, по причине действующих контрактных обязательств, Кнейб планирует выступать на чемпионатах России ещё четыре года.

### Олимпийские игры
Участник четырёх Олимпийских игр — 1998 года в Нагано, 2002 года в Солт-Лейк-Сити, 2006 года в Турине и 2010 года в Ванкувере.
На Олимпийских играх в Нагано 17-летний Кнейб в паре с Данилом Чабаном занял 9-е место, на Олимпиаде в Солт-Лейк-Сити Кнейб был 20-м в соревнованиях одиночек, в Турине стал 11-м, а в 2010 году в Ванкувере — 12-м.
Результаты:
- 1998 — 9-е место (двойки)
- 2002 — 20-е место (одиночки)
- 2006 — 11-е место (одиночки)
- 2010 — 12-е место (одиночки)

### Чемпионаты мира
Участник девяти чемпионатов мира (2001, 2003—2005, 2007, 2009, 2012, 2013).
Результаты:
- 2001 — 27-е место (одиночки)
- 2003 — 18-е (одиночки)
- 2004 — 24-е (одиночки)
- 2005 — 9-е (одиночки)
- 2007 — 8-е (одиночки)
- 2009 — 11-е (одиночки)
- 2011 — 9-е (одиночки)
- 2012 — 13-е (одиночки)
- 2013 — 14-е (одиночки)

### Чемпионаты Европы
Участник шести чемпионатов Европы (2000, 2002, 2004, 2006, 2008, 2010).
Результаты:
- 2000 — 32-е место
- 2002 — 15-е место
- 2006 — 6-е место
- 2008 — 15-е место
- 2010 — 5-е место

### Кубок мира
В Кубке мира дебютировал в сезоне 1998/1999 годов.
Результаты: Лучший результат — шестое место в общем зачёте в одиночках (2005/2006, 2010/2011) и третье в командных соревнованиях (2010/2011, 2011/2012).
Всего в Кубке мира (по состоянию на март 2012 года) провёл 106 стартов (в одноместных санях и в командных соревнованиях). Всего завоевал пять призовых мест — два вторых и три третьих. В сезоне 2009/10 — третье в Иглсе (Австрия), в сезоне-2010/2011 — второе в Калгари (Канада) и в командных соревнованиях в Оберхофе (Германия), третье в Парк-Сити (США), в сезоне-2011/2012 — третье в эстафете в Оберхофе (Германия). В общем зачете Кубка мира занимал следующие места: 1998/1999 — 49-е место (одиночки). 1999/2000 — 28-е (одиночки). 2000/2001 — 24-е (одиночки). 2001/2002 — 22-е (одиночки). 2002/2003 — 15-е (одиночки). 2003/2004 — 17-е (одиночки). 2004/2005 — 10-е (одиночки), шестое (командные соревнования). 2005/2006 — шестое (одиночки), шестое (командные соревнования). 2006/2007 — 12-е (одиночки), шестое (командные соревнования). 2007/2008 — 17-е (одиночки). 2008/2009 — девятое (одиночки), 10-е (командные соревнования). 2009/2010 — 10-е (командные соревнования). 2010/2011 — шестое (одиночки), третье (командные соревнования). 2011/2012 — 16-е (одиночки), третье (командные соревнования).

### Чемпионаты России
Чемпион России 1997 года, 2004 года в личном первенстве и командных соревнованиях. Серебряный призёр чемпионата России в одиночках в Парамоново (2011). На чемпионате России 2007 года в латвийской Сигулде стал вторым в одиночках, в 2009-м в Парамоново — третьим.

## Личная жизнь
Женат. Имеет двух детей. Сестра — российская спортсменка-саночница Виктория Кнейб.